# Metaleptyphantes uncinatus
Metaleptyphantes uncinatus là một loài nhện trong họ Linyphiidae.
Loài này thuộc chi Metaleptyphantes. Metaleptyphantes uncinatus được Herman Theodor Holm miêu tả năm 1968.